# Bausa
Bausa, de son vrai nom Julian Otto, né en 1989 à Sarrebruck, est un rappeur allemand.

## Biographie
Bausa sort son premier EP, Seelenmanöver, sur le label de Capo, Hitmonks,. Il fait plusieurs featurings, notamment les singles Atramis de Bonez MC et RAF Camora, Komm wir chillen de Capo, ou Kreis de Kontra K. Il collabore aussi avec Celo & Abdi, Sido ou Miss Platnum.
Son premier album Dreifarbenhaus paraît en avril 2017, et atteint la dixième place des ventes d'albums en Allemagne. Le single Was du Liebe nennst est publié le 29 septembre 2017 et prend la première place en Allemagne et en Autriche,.
. Il s'agit alors de la chanson hip-hop germanophone la plus vendue.

## Discographie

### Album studio
- 2017 : Dreifarbenhaus (Downbeat Records)
- 2018 : Powerbausa
- 2019 : Fieber

### Mixtapes
- 2018 : Powerbausa (Downbeat Records)

### EP et single
- 2014 : Seelenmanöver
- 2017 : Was du Liebe nennst
- 2017 : FML
- 2018 : Unterwegs (feat. Capital Bra)
- 2018 : Pussy Kush (Gringo feat. Bausa)
- 2018 : Vagabund
- 2019 : Licht (feat. Dardan)
- 2019 : Mary
- 2019 : Guadalajara (feat. Summer Cem)
- 2019 : Weiß noch nicht wie
- 2019 : Tempomat
- 2019 : Biturbo (feat. Zuna)
- 2019 : Keine Liebe (RIN feat. Bausa)
- 2019 : Skifahren (The Cratez feat. Bausa, Maxwell, Joshi Mizu)
- 2020 : Sandmann (Reezy feat. Bausa)
- 2020 : Selfmade Babylon (feat. Bozza)